# Historic Core
L'Historic Core è un quartiere della Downtown di Los Angeles posto tra la Hill Street e la Main Street ad ovest e ad est e tra la terza e la nona strada da nord a sud.
Il quartiere si sovrappone con il Jewelry District alla fine della sua parte ad ovest e con il quartiere denominato Skid Row nella sua parte terminale ad est.

## Storia
L'Historic Core fu il centro della città prima della Seconda guerra mondiale ma con il declino generale della Downtown avvenuto dopo la fine della guerra e con lo spostamento di tutte le istituzioni finanziarie alcuni blocchi più ad ovest fino a raggiungere Figueroa Street, Flower Street e Grand Avenue anche l'Historic Core andò declinando.
Negli Anni '50 del ventesimo secolo divenne centro di intrattenimento della popolazione latino americana. Il Million Dollar Theater ospitava i più grandi nomi degli artisti di lingua spagnola al mondo. La popolazione bianca che risiedeva nel quartiere si spostò altrove ed il quartiere divenne un centro abitato prevalentemente da latino americani.
Anche se la Prostituzione ed il Traffico di droga erano già presenti nel quartiere all'inizio degli anni 20 del ventesimo secolo entrambi i fenomeni divennero epidemici alla fine degli anni '60. I teatri ed i cinema costruiti tra il 1911 ed il 1931 divennero teatri che proiettavano Film d'exploitation. L'ultimo di essi chiuse i battenti negli anni '90. Il celebre Teatro Orpheum oggi completamente rinnovato ospita invece concerti live, eventi e cerimonie di premiazioni cinematografiche.
Il problema delle street gang iniziò a peggiorare alla fine degli anni '60 e raggiunse l'apice alla fine degli anni '70.
Anche se il Los Angeles Police Department indica il quartiere con una zona neutra non reclamata da nessuna gang l'area rimane tuttavia conosciuta per lo spaccio di droga sulle strade.
Nel 1999 il consiglio comunale di Los Angeles emanò una ordinanza denominata Re-Use Ordinance la quale permetteva la conversione dei vecchi ed inutilizzati edifici per la costruzione di appartamenti o di loft. Il costruttore Tom Gilmore acquisto una serie di edifici secolari vicini alla Main ed alla String Street e li convertì in loft, tale area ha preso il nome di Old Bank District.
Altri progetti di riqualificazione nel quartiere sono rappresentati dagli edifici Higgins Building, Security Building, il Pacific Electric Building, il Judoson ed il Subway Terminal Building.